# LYF
LYF('라이프'로 발음)는 지오(Jio)가 개발하고 인도 마하라슈트라주 뭄바이에 본사를 두고 있는 인도의 스마트폰, 노트북, 가전제품 브랜드이다. 안드로이드 (운영체제)에서 실행되는 4G 지원 VoLTE 스마트폰을 제조한다. 릴라이언스 인더스트리스(Reliance Industries)의 통신 부문인 지오의 자회사이다.
카운터포인트 리서치(Counterpoint Research)에 따르면 LYF는 2016년 인도에서 5번째로 큰 스마트폰 플레이어이자 2번째로 큰 LTE 전화 공급업체였다.